# Джигинка
Джигинка — село в Краснодарському краї, входить до складу муніципального утворення місто-курорт Анапа. Центр Джигинського сільського округу. Населення — 4,0 тис. мешканців (2002).
Село розташоване в дельті Кубані на рукаві Кубанка (Якушкино гирло), за 25 км на північ від центру Анапи. Виноградарство. Залізнична станція Джгинський.